# Aythya baeri
Aythya baeri е вид птица от семейство Патицови (Anatidae). Видът е критично застрашен от изчезване.

## Разпространение
Видът е разпространен в Бангладеш, Бутан, Виетнам, Индия, Китай, Монголия, Мианмар, Непал, Русия, Северна Корея, Тайланд и Хонконг.